# Teodolit

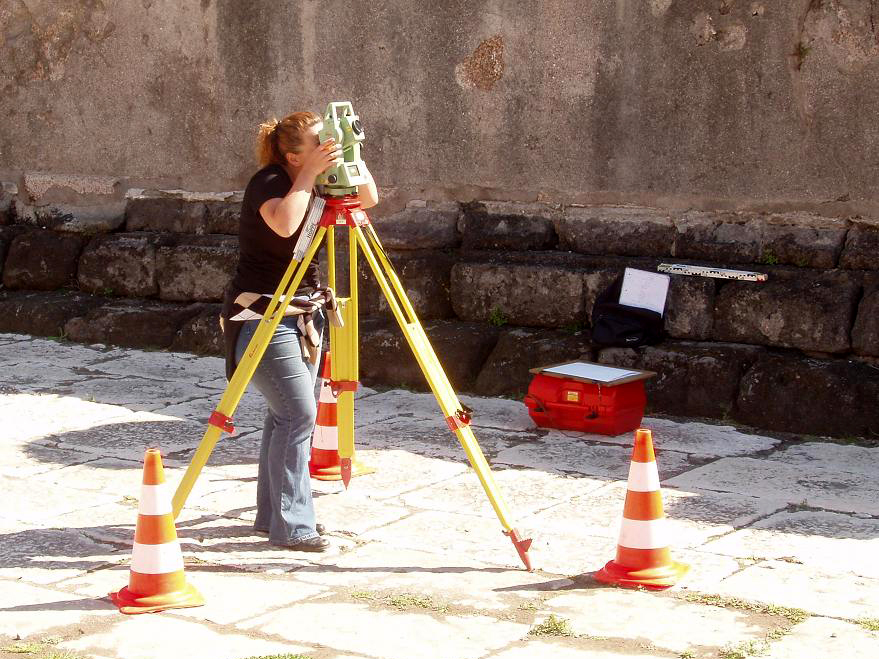
Teodolit w użyciu

Teodolit (ang. Theodolite) – instrument geodezyjny służący do pomiarów kątów poziomych oraz kątów pionowych. Można wyróżnić teodolity optyczne oraz elektroniczne. W teodolitach optycznych zastosowane jest szklane koło poziome (limbus) i koło pionowe z naniesionym podziałem kątowym stopniowym (kąt pełny – 360° stopni) lub gradowym (kąt pełny – 400° gradowych), z którego obserwator wykonuje odczyt kierunku. W teodolitach elektronicznych odczyt kierunku jest wykonywany automatycznie. W teodolicie dzięki wykorzystaniu warunków geometrycznych układu optycznego, możliwy jest również pomiar odległości, przy zastosowaniu specjalnej łaty pomiarowej.

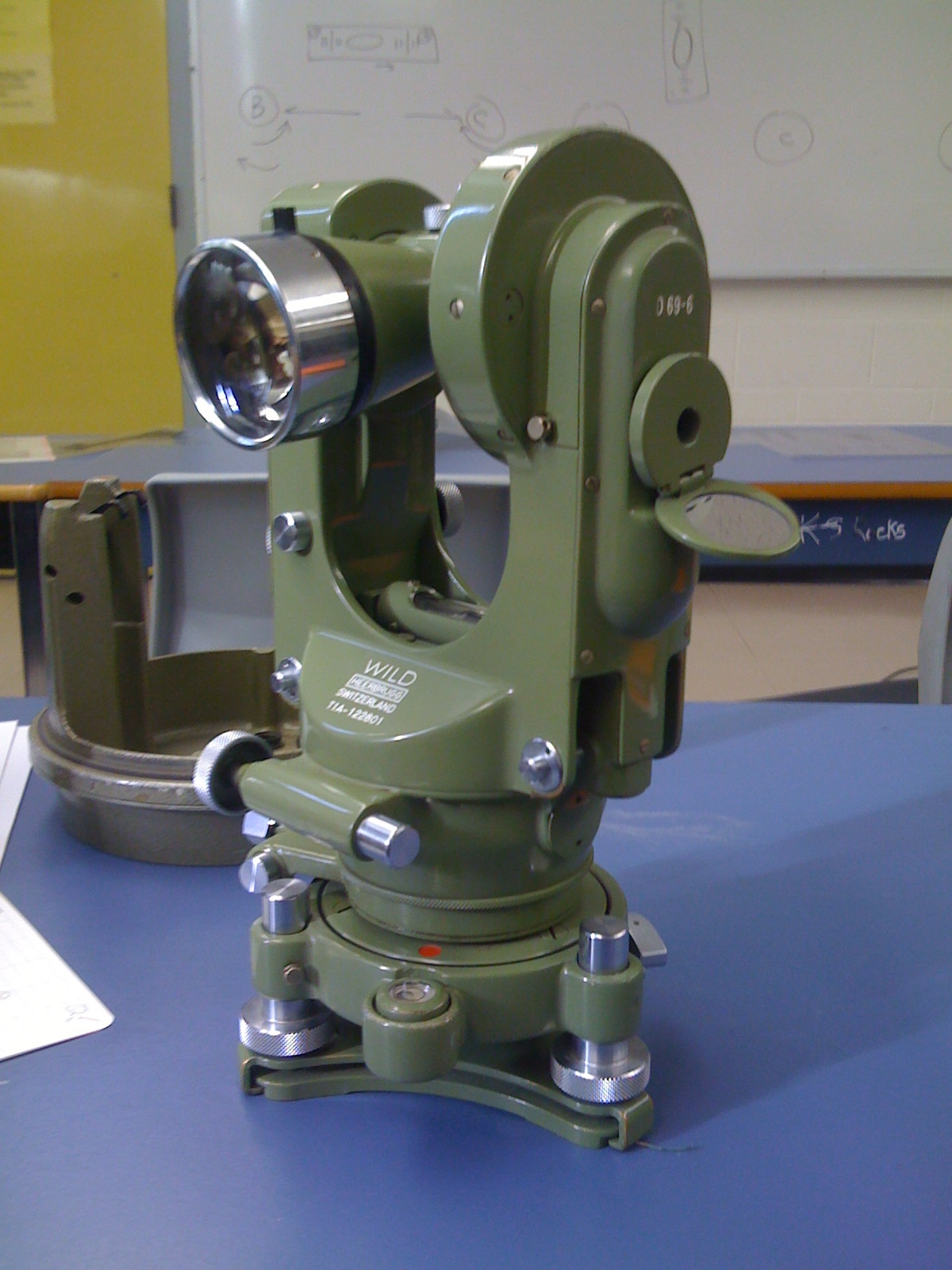
Teodolit WildT1A

Teodolit wyposażony jest w lunetę, która wraz z korpusem instrumentu może obracać się wokół jego osi pionowej. Umożliwia to swobodne i dokładne wykonanie odczytu kierunków poziomych oraz pionowych.

## Warunki teodolitu

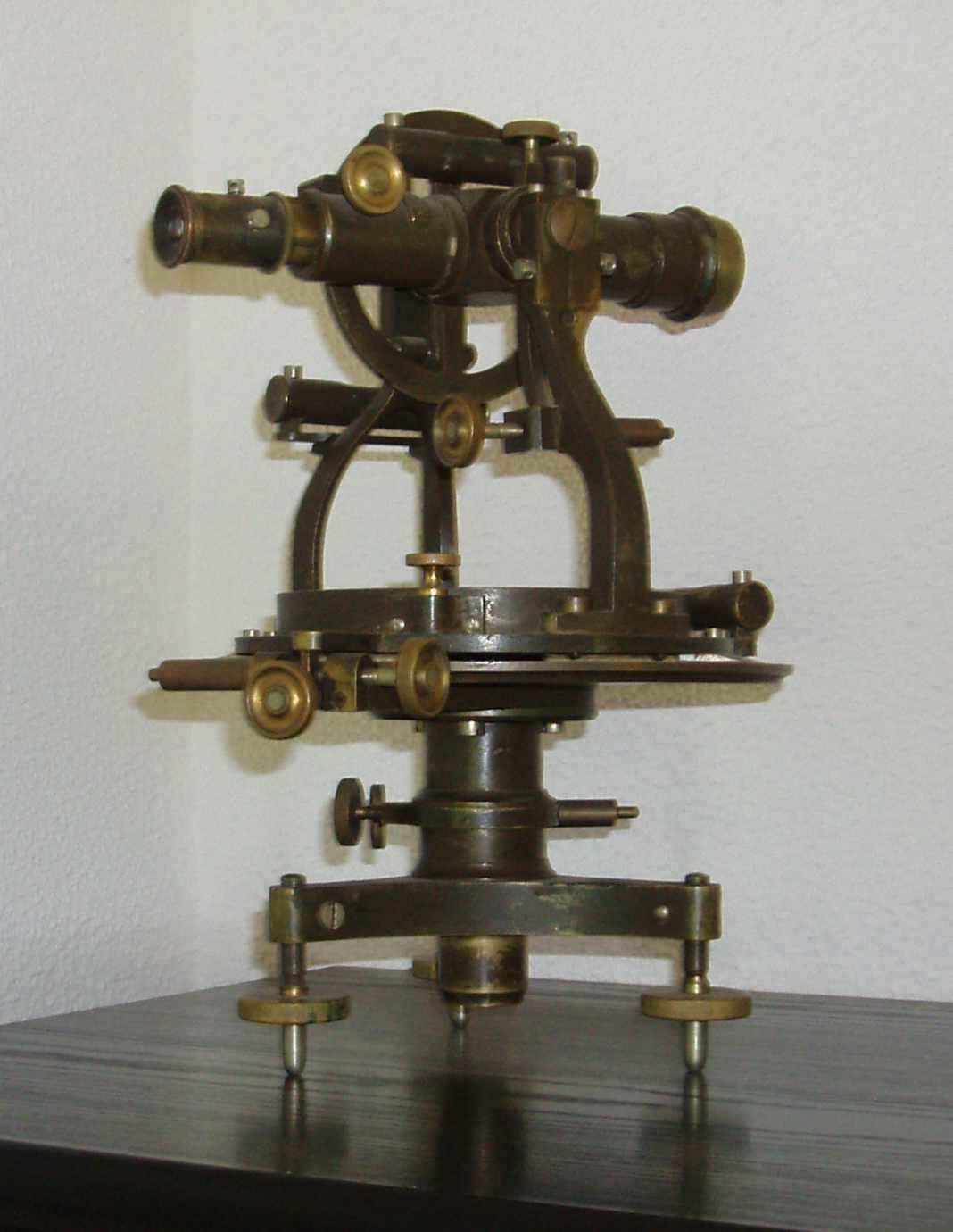
Zabytkowy teodolit

Aby instrument mógł poprawnie wyznaczać kąty, musi spełniać następujące warunki:
- oś libelli alidadowej prostopadła do osi obrotu instrumentu
- płaszczyzna główna libelli pudełkowej prostopadła do osi obrotu instrumentu
- oś celowa lunety prostopadła do jej osi obrotu
- oś obrotu lunety prostopadła do osi obrotu teodolitu
- poprzeczna kreska siatki celowniczej prostopadła do osi obrotu instrumentu
- oś celowa przecinająca oś obrotu instrumentu
- oś obrotu alidady przechodząca przez środek kręgu limbusa, natomiast w teodolitach dwuosiowych osie alidady i limbusa powinny się wzajemnie pokrywać
- podziałka skal i okręgów dokładnie naniesiona
- dla spoziomowanej osi celowej odczyty na kole pionowym zgodne z ich teoretyczną wartością
- pionowa część osi celowej pionu optycznego w alidadzie lub spodarce pokrywająca się z osią obrotu teodolitu[3]

Kąt pomiędzy płaszczyzną poziomą przechodzącą przez oś obrotu lunety a osią celową lunety teodolitu nosi nazwę kąta nachylenia.

## Budowa teodolitu

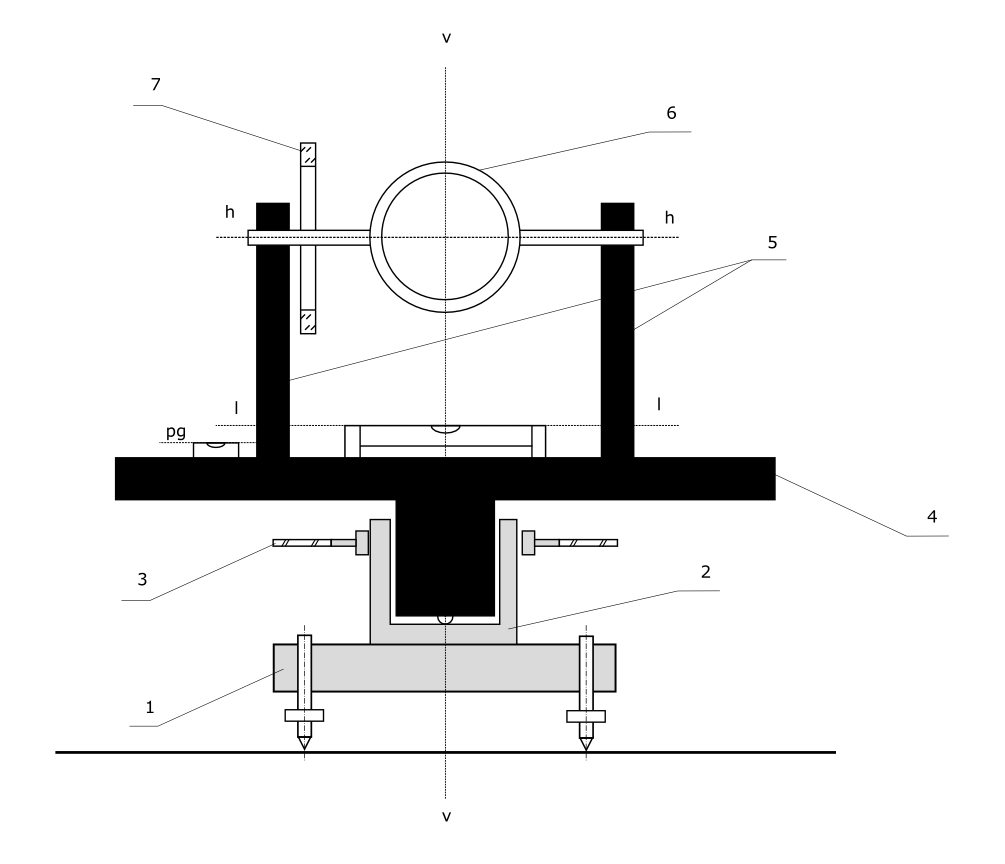
Układ osiowy bordy i podstawowe osie teodolitu:
1 – spodarka
2 – tuleja złączona ze spodarką
3 – koło poziome
4 – alidada
5 – dźwigary lunety
6 – luneta
7 – koło pionowe sprzęgnięte z lunetą
vv – pionowa (inaczej główna) oś obrotu teodolitu lub alidady
hh – pozioma oś obrotu lunety
ll – oś libelli alidadowej (rurkowej)
pg – płaszczyzna główna libelli okrągłej

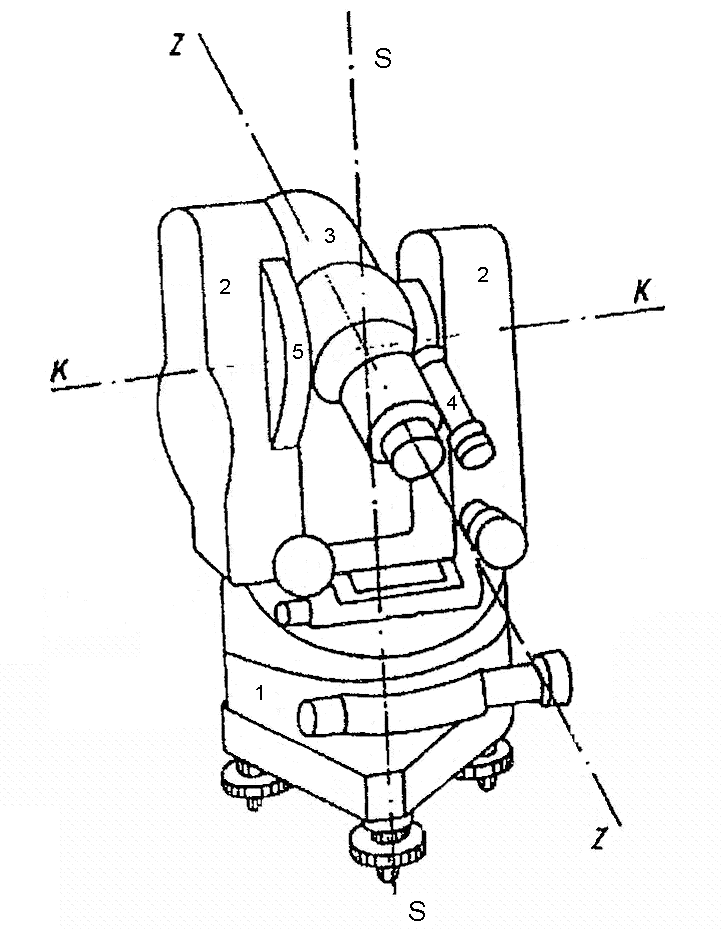
Schemat teodolitu

W większości przypadków używane są teodolity stojące, mocowane podczas pracy na trójnożnych statywach. W warunkach podziemnych zakładów górniczych stosowane są także teodolity górnicze wiszące, zawieszane (mocowane przegubowo) na specjalnym trzpieniu, wkręcanym w element drewnianej obudowy wyrobiska.

## Historia
Nie wiadomo, kto wynalazł urządzenie, ale posługiwał się nim szesnastowieczny angielski matematyk Leonard Digges. Teodolit został udoskonalony przez brytyjskiego wynalazcę Williama Stanleya. Teodolit udoskonalił także i przystosował po raz pierwszy do pomiarów podziemnych generał Jan Chrzciciel Komarzewski, były szef kancelarii wojskowej króla Polski Stanisława Augusta Poniatowskiego.